# 周紆
周紆（1世纪—97年），字文通，下邳國徐縣（今江蘇省泗洪縣南）人，東漢政治人物。周紆性格刻毒嚴峻，喜愛韓非之術，善寫法律條教。永平間他擔任過南行唐縣縣長、博平縣縣令、齊國國相，所到之處專用刑法，捕殺奸邪之徒與貪汙者，甚有威名。建初年間，周紆為勃海郡太守，期間因不肯發布朝廷赦令，赦免囚徒，觸犯法律免官歸家，周紆為官廉潔，罷官後以製作磚坯養活自己，漢章帝再次起用他為郎官，轉任召陵侯相，而後周紆被徵拜為洛陽縣縣令，其手下的部吏望風承旨，爭相用嚴酷的手法辦事，貴戚們因而小心謹慎不敢恣意妄為，京師綱紀肅清。
漢和帝即位後，太傅鄧彪彈劾周紆殘忍苛刻，將他免歸田裡，當時外戚竇氏專權，竇氏兄弟睚眥必報，周紆自認擔任洛陽縣縣令期間得罪過竇篤難免一死，然而竇篤因周紆做事公正，未敢加害他。永元五年周紆任御史中丞，再遷司隸校尉，永元六年的夏季發生旱災，漢和帝前往洛陽監獄審查囚犯，發現有二人身上的傷口腐爛生蟲，周紆為此遭貶職騎都尉。永元七年，周紆轉任將作大匠，二年後於官任上去世。

## 生平

### 刻削少恩
周紆為人刻薄寡恩，喜好韩非的法家學說，年輕時做過廷尉史，永平年間，周紆補南行唐縣縣長，到任後，他警告屬吏和百姓們說：「朝廷不認為本縣長不賢能，讓我管理黎民，本縣長生性仇視狡猾的官吏，立志剷除豪強賊盜，你們切勿以身試法！」隨後殺掉縣內數十名特別無賴，流氓成性之徒，吏民們大受震撼，後來周紆轉調博平县縣令，在任期間逮捕拷問不法收受賄賂之人，沒有一個能活著出獄的。周紆憑藉其聲威調遷為齊國國相，他治政嚴酷，專憑刑法，且善於書寫公務文書、條令法規，為州內所效法，後來由於他殺戮無辜，再次被降職為博平縣縣令。
建初年間，周紆任勃海郡太守，每當有朝廷的赦令到郡，他總是把赦令扣住不公布，先派人到轄下各縣將罪人全數處死後，才出示赦令，周紆因此觸法，被傳召到廷尉府審問，免職歸家。

### 明察秋毫
周紆為官清廉，家無餘財，罷官後他常靠著製作磚坯來養活自己，汉章帝聽聞後相當憐憫他，又讓周紆擔任郎官，升遷召陵侯相，召陵侯國內的廷掾忌憚周紆嚴明，想煞煞他的威風，於是在清晨時分取來一具屍體，砍斷屍體的手足，將之豎立於相府的府門前，周紆得知後便前往死人身邊，裝出與死人談話的樣子，乘機暗中觀察，發現死人的嘴裡眼中都有稻芒，周紆於是秘密詢問看守城門的人說：「你知道今日有誰載運稻草入城嗎？」守門人說：「只有廷掾一人。」周紆又問護衛的兵士說：「外頭有懷疑我與死者說話的人嗎？」兵士回答：「廷掾懷疑您。」周紆便將廷掾逮捕拷問，廷掾把事情和盤托出，並供稱：「我未曾殺人，只是取路旁的死屍。」從這以後，再也沒有人膽敢欺騙周紆了。

### 結怨竇氏
而後周紆被徵召為洛阳县縣令，他甫一到任，就先詢問當地大戶人家的姓名，部吏數著閭里中豪強的姓名回答，周紆大怒，厲聲說道：「我本問的是像馬氏、竇氏那樣尊貴的外戚家族，哪需要知道這些賣菜的傭僕呀！」部吏們看著周紆的臉色行事，於是爭相以激切嚴峻的手段來辦理事情，貴戚們為此皆小心謹慎，不敢胡作非為，京師肅清。後來竇皇后之弟黃門郎竇篤某次從宮中歸來，夜至止姦亭，亭長霍延攔住竇篤，竇篤的奴僕與之爭吵，霍延遂拔出劍指著竇篤，肆意謾罵，竇篤因此上表奏聞，漢章帝下詔傳喚司隶校尉、河南尹到尚書那裡接受責問，並派遣持劍的武士抓捕周紆，將他送往廷尉诏狱，數日後，周紆被赦免出獄。漢章帝知道周紆奉行國法，疾惡如仇，從不巴結貴戚，但他苛虐不當，屢次遭有關部門彈劾，建初八年，周紆被免官。
後來周紆又當上御史中丞，汉和帝繼位後，太傅邓彪上奏說周紆在任內過於酷烈，不適合主管監察京師百官，周紆因此再度被免官，回到鄉里。後來竇氏家族盛極一時，竇篤兄弟執掌大權，但凡與他們有一丁點舊怨的，無不慘遭報復而死，周紆自料不可能保全性命，便閉門不出，靜待禍事到來，然而竇篤因為周紆為人公正，且他們之間的仇怨一向又為人所知，反倒不敢加害周紆。
永元五年，朝廷再次徵召周紆為御史中丞，此時外戚竇氏雖已失勢，家族中多人被誅殺，但夏陽侯竇瓌仍在朝中，周紆對此極為痛恨，上疏說：
|  | 臣聽聞臧文仲侍奉君主，看到有禮於君者，對待他就如同孝子奉養父母那般，看到無禮於君者，便像鷹鸇追逐鳥雀般將其誅殺。查實夏陽侯竇瓌，他本性清浮刻薄，心懷邪僻，不學無術，卻狂妄地修築講舍，對外以招收儒徒為名，實際上是為了聚集奸桀之徒。其輕視天威，侮慢王室，還假造巡狩封禅之書，迷惑百姓，大逆不道，當受誅戮。而主事者營私包庇，不替國家考慮，細流雖小，漸成江河，小火灰弱，終能燎原，雙腳採到冰霜便知寒冬將至，鑑於前失豈能不引以為戒？應當借鑑呂產專權竊位之亂，永遠記住王莽篡位逆行之禍，上安國家之計，下解萬民之惑。 |

恰好此時竇瓌返回封國，周紆調任為司隸校尉。永元六年的夏天，大旱，漢和帝親至洛陽監獄省察甄別囚犯的罪名，見到有兩名被拷掠的囚犯傷處長出蛆蟲，周紆因此被降職為騎都尉，永元七年，周紆遷将作大匠，永元九年，周紆在任上去世。

## 延伸閱讀
[在维基数据编辑]
 《後漢書/卷77》，出自范晔《後漢書》
 《東觀漢記》